# Asociación para la Paz y la Reconciliación en La Araucanía
La Asociación para la Paz y la Reconciliación en La Araucanía (APRA) es un movimiento civil en la región de La Araucanía, que condena los ataques incendiarios del conflicto en la zona y busca la defensa de los agricultores y madereros afectados por los ataques relacionados directamente con el conflicto mapuche. Ha sido definida por medios como de extrema derecha por tener una retórica anti-indigenista. La organización además es crítica de comuneros mapuche de la zona a los que ha calificado como «violentistas» y según su vicepresidente la organización «documenta en redes sociales los ataques mapuches contra el resto de araucanos».

## Historia
Aparece por primera vez como organización en enero de 2019, en respuesta a la toma y quema de terrenos, ataques a camioneros de empresas extractoras, y asesinatos ocurridos en la región. De estos últimos, los más destacados son el ataque al matrimonio Werner Luchsinger y Vivianne Mackay, en 2013, la muerte de Juan Barrios en febrero de 2020 y el homicidio del carabinero Eugenio Nain, en octubre del mismo año.

## Actividades
Dentro del contexto de los incidentes en la Araucanía de 2020, el 27 de julio de ese año se realizaron manifestaciones de comuneros mapuches en distintas comunas de la región de La Araucanía en apoyo a la huelga de hambre realizada por el machi Celestino Córdova. El encuentro en Curacautín, ciudad de la región, terminó con la municipalidad ocupada por manifestantes indigenistas mapuches, siendo esta desalojada el 1 de agosto de 2020 después de un combate entre los residentes de la localidad y los adherentes a la petición de Córdova. Diversos medios de comunicación chilenos aseguran que para la realización del desalojo tuvo un papel fundamental la APRA, ya que llamó a los residentes a asistir a la municipalidad para acabar con la violencia. En dichos desalojos, los manifestantes civiles realizaron cánticos racistas contra el pueblo mapuche, que adicionalmente con destrozos ante lo que parecía una actitud pasiva de Carabineros, causó repercusión a nivel nacional.
Las actividades de APRA incluyen la divulgación de información, como noticias, reuniones, propaganda y pugnas del mundo político sobre la violencia en la zona, hasta la organización civil de agricultores y víctimas de violencia rural. Muchas de las noticias que han compartido, han sido comprobadas como falsas. Inclusive, fueron ordenados por la Corte de Apelaciones de Temuco a bajar contenido de sus redes sociales, al ser este considerado como denigratorio.

## Impacto
Sus seguidores han cometido agresiones contra Manuela Royo, abogada que ha patrocinado diferentes acciones legales en contra de la organización.
Gloria Naveillán, la vocera del grupo, brindó su apoyo al candidato José Antonio Kast durante la elección presidencial de 2021. La misma persona aparece mencionada en el informe "Grupos de agricultores organizados y potencial enfrentamiento con comuneros indígenas" de 2015 de Carabineros de Chile. Ha sido calificada como una organización de «extrema derecha» por varios periódicos digitales.